# 武姜
武姜（？—？），中国春秋时期郑武公之夫人，鄭莊公、共叔段的母亲。由於參與共叔段之亂，遭到鄭莊公流放，後在大夫颍考叔的協助之下，武姜與莊公母子重歸於好。

## 簡介
武姜原是申国人，嫁给郑武公。生郑庄公的时候武姜难产非常痛苦，所以很讨厌他，故而庄公名为「寤生」。
鄭莊公即位後，武姜偏爱小儿子共叔段，为共叔段求大城制，没有成功，求得京地。共叔段作乱，武姜计划打开都城新郑城门。鄭莊公早有準備，立刻發兵打敗共叔段，共叔段逃亡，史稱鄭伯克段。
郑庄公恨母亲，令人将武姜送往城颍，发誓不到黄泉，永不相见 （即至死不見）。此时，边疆颍谷一名大夫颍考叔在得知庄公的悔意后，便借机上贡。庄公随后赐宴颍考叔，席间，颍考叔将一些肉类留下。郑庄公随即便问其原委，颍考叔便回禀庄公自己的行为只是为了让在家的老母也能品尝國君赏赐的肉羹。庄公听闻后，大发感慨。而颍考叔则借机表示，只要挖条隧道，能看见泉水，那么就能完成庄公的心愿。
庄公听從，开始动工挖掘。隧道掘成后，庄公和武姜分别走入隧道，郑庄公说：“大隧之中，其乐也融融！”武姜说：“大隧之外，其乐也泄泄！”母子最终团聚，史称黄泉见母。

## 影视形象
- 1996年上映的电视剧《东周列国春秋篇》中，武姜由奚美娟飾演。